# Medal Niepodległości Litwy

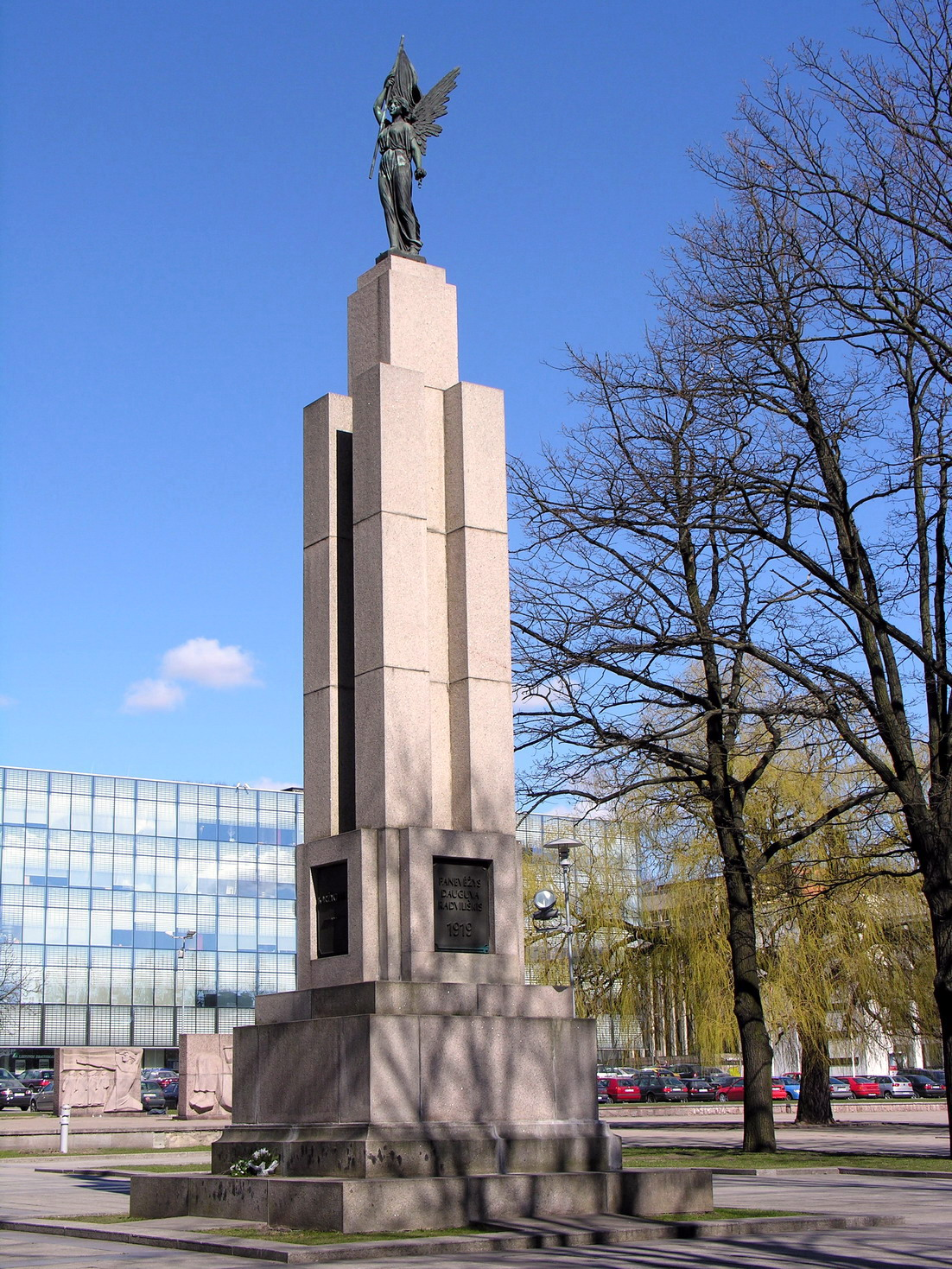
Pomnik Wolności w Kownie, który posłużył za motyw Medalu Niepodległości Litwy

Medal Niepodległości Litwy (lit. Lietuvos nepriklausomybės medalis) – jedno z litewskich odznaczeń państwowych ustanowione w 1928 w celu nagradzania obywateli za ich wkład w odzyskanie i umocnienie niepodległości Litwy.

## Historia
Medal Niepodległości Litwy został ustanowiony w 1928 na pamiątkę X rocznicy odzyskania niepodległości przez Litwę i był przyznawany do 1940. Medal zaprojektował artysta Juozas Zikaras, autor Pomnika Wolności w Kownie, z którego personifikacja Wolności posłużyła jako główny motyw medalu. Odznaczenie zostało zlikwidowane po zajęciu Litwy przez ZSRR. Po odzyskaniu niepodległości przez Litwę w 1991 odznaczenie zostało odnowione w niemal identycznej formie (dokonano jedynie drobnej modyfikacji daty w napisie na rewersie) i jest nadawane przez prezydenta kraju. W latach międzywojennych odznaczenie było produkowane przez szwajcarską firmę Huguenin. Obecnie jest wytwarzane w Wilnie przez mennicę państwową. 

## Zasady nadawania
W okresie międzywojennym medal był nadawany osobom, które w okresie zakazu druku w języku litewskim czcionkami łacińskimi, wprowadzonego po powstaniu styczniowym przez władze rosyjskie (1865), zajmowały się przemycaniem z Prus książek litewskich. Nagradzano nim także uczestników walk o niepodległość w latach 1918-1920, kawalerów Orderu Krzyża Pogoni, uczestników powstania w Kraju Kłajpedzkim z 1923. W latach 1928–1940 medalem zostało odznaczonych ponad 44 tys. osób. Po odzyskaniu niepodległości w 1991 medalem nagradza się osoby, które przyczyniły się do odzyskania niepodległości Litwy uczestnicząc zarówno w walce zbrojnej jak i w innych formach oporu wobec okupacji sowieckiej. W szczególności, w 2000 medalem odznaczono m.in. wszystkich sygnatariuszy Aktu Przywrócenia Państwa Litewskiego.

## Opis odznaki
Odznaką Medalu Niepodległości Litwy jest okrągły brązowy medal. Na awersie znajduje się stylizowana personifikacja Wolności z Pomnika Wolności w Kownie na tle wschodzącego słońca. Na rewersie medalu znajduje się napis: PER AMŽIUS BUDĖJĘ-LAISVĘ LAIMĖJOM PER AUKAS IR PASIŠVENTIMĄ 1000-2000 (Przez wieki trwaliśmy - wolność zdobyliśmy ofiarami i poświęceniem 1000-2000). W okresie międzywojennym napis ten był identyczny, różnił się jedynie datą: 1918-1928. Medal zawieszany jest na klamrze umocowanej na wstążce z żółtej mory z dwoma czarnymi paskami wzdłuż obu brzegów wstążki i oraz żółtą bordiurą. Szerokość wstążki 32 mm.